# Reccesvindo
Reccesvindo dei Visigoti, Recesvinto in spagnolo, Recceswint in catalano e Recesvinto in portoghese (... – Valladolid, 1º settembre 672), è stato Re dei Visigoti dal 653 al 672.

## Origine
Come conferma il Diccionario biográfico español, Real Academia de la Historia Reccesvindo era figlio del re dei Visigoti Chindasvindo e della moglie Riciberga, che, secondo la Diplómatica Visigoda (non consultata) risulta che, nel 646, assieme al marito, Chindasvindo, fece una donazione ad un monastero.

Di Chindasvindo non si conoscono le origini. Il Diccionario biográfico español, Real Academia de la Historia sostiene che Chindasvindo era discendente di una nobile e potente famiglia visigota, molto probabilmente la stessa di Chintila, anche per il fatto che dopo avere deposto il figlio di Chintila, Tulga, lo fece tonsurare e non lo soppresse.

L'Europa nel 651; il regno dei Visigoti, durante il regno di Reccesvindo, occupava la quasi totalità della penisola iberica e la Gotia, nella Gallia sud-occidentale

## Biografia
Suo padre Chindasvindo, schiacciata ogni opposizione, come ricorda il Chronicarum Fredegarii libri IV, con l'appoggio del clero, il 20 gennaio 648, fece incoronare (correggente) Reccesvindo, che da quel giorno fu il re effettivo, ripristinando così una monarchia ereditaria.

Nel 649, secondo lo storico Rafael Altamira y Crevea, suo padre, Chindasvindo, abdicò a favore di Reccesvindo, come conferma anche Henri Leclercq, nel suo L'Espagne chrétienne.

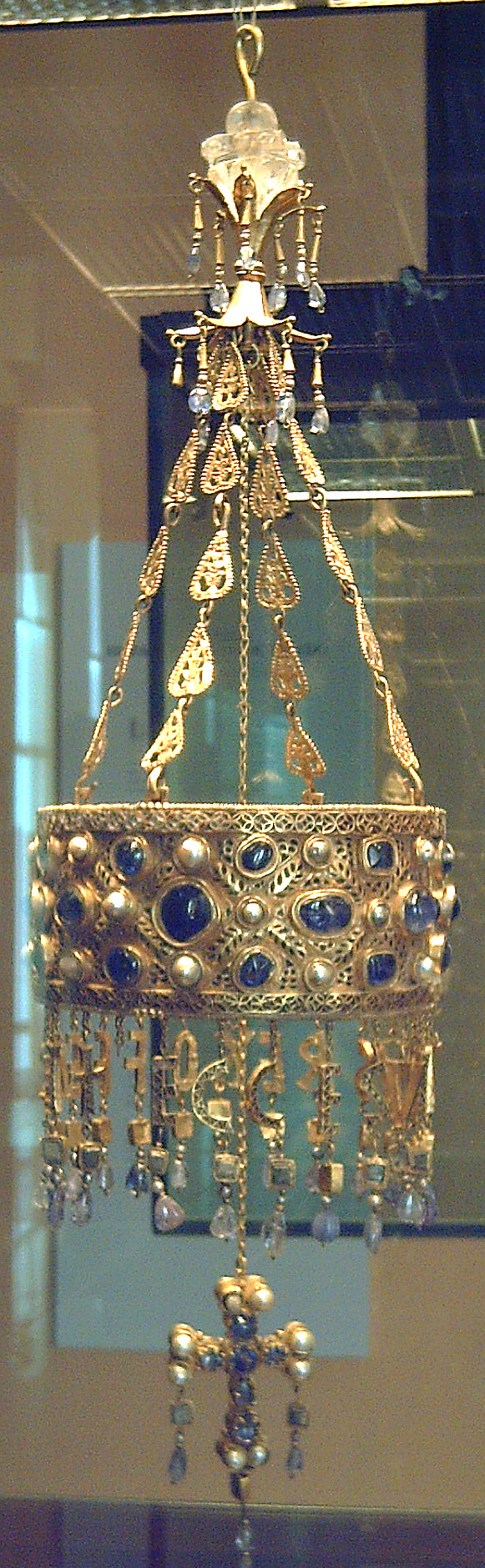
Corona di Reccesvindo

Suo padre, Chindasvindo, passò gli ultimi anni di vita dedicandosi a opere di pietà e morì in età molto avanzata, a circa novant'anni, il 30 settembre 653, nel 653.

Il Chronica Regum Visigotthorum cita Chindasvindo, confermando che fu re per sei anni otto mesi e undici giorni, inoltre assieme al figlio Reccesvindo, quattro anni otto mesi e undici giorni, come il Laterculus regum Visigothorum; mentre il Chronicon Albeldense conferma che Chindasvindo regnò sei anni da solo e quattro con il figlio Reccesvindo, pacificò la Spagna, convocò un sinodo e morì a Toledo.
Dopo la morte del padre Reccesvindo rimase unico re. I ribelli, che erano stati domati da Chindasvindo, pensarono che fosse giunto il momento di vendicarsi: approfittando del malcontento dovuto alle tasse e dell'inquietudine dei Baschi, si armarono e, capeggiati da un nobile di nome Froja, si spinsero sino a Saragozza; ma Reccesvindo si preparò ad affrontarli e li sconfisse riuscendo a catturare Froja.

La ribellione di Froia viene citata nella lettera di Taione, vescovo di Saragozza.

Reccesvindo, anziché punire severamente i ribelli, considerando la situazione generale abbastanza delicata con il Paese agitato e il trono minacciato, scese a patti riducendo le tasse e accettando, per la nomina del futuro re, nuovamente il sistema elettivo.

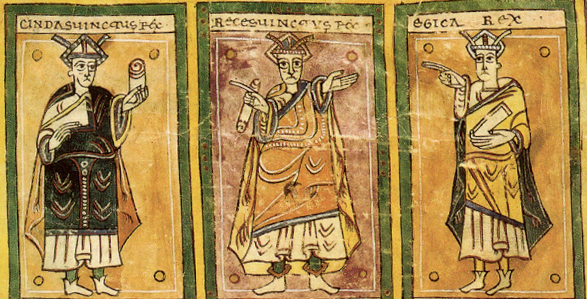
I re Visigoti Chindasvindo, Reccesvindo e Egica secondo il Codex Vigilanus o Chronicon Albeldense.

Con l'assistenza di Braulio, vescovo di Saragozza, portò a termine un codice che suo padre, Chindasvindo, aveva cominciato ad elaborare, e che fosse valido sia per i visigoti che per gli ibero-romani, riunendo così le leggi della Lex Romana Visigothorum o Breviario di Alarico, che regolava i diritti degli ibero-romani, a quelle del Codice di Leovigildo, usato per i Goti. Il codice fu promulgato da figlio Reccesvindo, nel 654, e fu chiamato Liber Judiciorum o Forum Judiciorum ed è noto anche come lex Reccesvindiana.
Comunque durante il suo regno vi fu un avvicinamento alla chiesa, e il vescovo di Toledo divenne il principale supporto della monarchia.

Tra il 653 e il 656 Reccesvindo aveva convocato tre concili di Toledo, l'VIII, il IX e il X, in cui fu codificato il canone elettivo approvato nel IV Concilio di Toledo, e inoltre che bisognava differenziare tutti i beni che un re aveva ricevuto dai propri familiari, che a sua volta poteva trasmettere ai propri discendenti, dai beni che invece aveva ricevuto per la carica che ricopriva; questi ultimi non dovevano passare ai propri discendenti ma andavano al sovrano che gli succedeva.

Ci fu inoltre una ripresa della politica antisemita.
Nel 666 Reccesvindo convocò un concilio della provincia Lusitana a Merida, dove procedette a una nuova ripartizione della provincie ecclesiastiche della Lusitania.
Durante il suo regno la disciplina militare ebbe una decisa decadenza.
Reccesvindo morì nel 672 nel paese chiamato Gérticos, a circa 13 chilometri da Valladolid.

Il Chronica Regum Visigotthorum cita Reccesvindo, confermando che fu re, da solo per ventitré anni sette mesi e undici giorni e morì nel settembre del 672, come il Laterculus regum Visigothorum; mentre il Chronicon Albeldense conferma che Reccesvindo regnò assieme al padre Chindasvindo.
Nello stesso paese di Gérticos, il 21 settembre 672, secondo la Cronica Alfonso III, fu eletto il successore, nella persona di Vamba, un nobile già avanti negli anni, che non avrebbe voluto essere candidato alla carica, quasi contro la sua volontà; da quel giorno il paese di Gérticos prese, e mantiene tuttora, il nome di Wamba.

## Discendenti
Di Reccesvindo non si conosce né il nome di una eventuale moglie né alcuna discendenza.

### Fonti primarie
- (LA)  Chronica Regum Visigotthorum, España Sagrada Tomo II.
- (LA)  Anastasii abbatis opera omnia.
- (LA)  Monumenta Germaniae Historica, Auctorum antiquissimorum, tomus XIII, Laterculus regum Visigothorum.
- (LA)  Monumenta Germaniae Historica, Scriptores rerum Merovingicarum.
- (LA)  #ES Patrologiae latinae, Volume 80.
- (LA)  #ES Cronica Alfonso III.

### Letteratura storiografica
- Rafael Altamira, La Spagna sotto i Visigoti, in Storia del mondo medievale, vol. I, Garzanti, 1999,  pp. 743-779.
- (FR)  #ES L'Espagne chrétienne